# Bartkaninchen

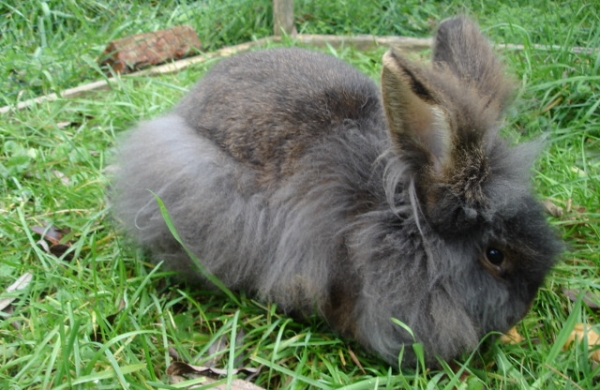
Belgisches Bartkaninchen

Das Bartkaninchen (RÖK), Belgische Bartkaninchen (BDK) oder Genter Bartkaninchen (ZDRK) ist eine ursprünglich aus Frankreich stammende, sehr seltene  Kaninchenrasse.

## Merkmale
Das Bartkaninchen unterscheidet sich von anderen Hauskaninchenrassen durch die Mähne, die von den Schultern über die Flanken bis zum Schwanz (Blume) reicht und aus längeren, in seiner Struktur dem Fell der Angorakaninchen gleichenden Haaren besteht. Bei jungen, reinrassigen Kaninchen ist das Barthaar mit etwa 7 cm am längsten. Die Beckenbehaarung verschwindet bei älteren Tieren zum Teil oder sogar vollständig wieder, die Kopfbehaarung (Bart) bleibt in der Regel bestehen. Für die Vererbung des Merkmals wird ein unvollständig dominanter Erbgang postuliert.  Ein anderes auffallendes Kennzeichen sind die breiten Ohren. Ideal sind Ohren von 12,5 bis 14 cm Länge und 8,5 cm Breite. Diese auffallenden Ohren betonen den kräftigen Kopf. Das Fell ist grau, neben hasen- und wildgrauen Tieren kommen auch eisen- und dunkelgraue vor.  Die Flanken, die lange Behaarung und der Bart am Kopf sind dunkler, der Bauch ist heller. Die Blume ist ca. 12 cm lang. Der Körperbau ist bei einer Länge von 40 cm und einem breiten Rücken gut und kräftig. Erwachsene Tiere werden ca. 5,5 kg schwer.

## Geschichte der Rasse
Das Bartkaninchen wurde bereits verschiedene Male als Kaninchenrasse neu gezüchtet. Im wahrscheinlichen Ursprungsland Frankreich ist es als „Löwenkaninchen“ („Lapin-Lion“) bekannt. Während einer Ausstellung 1962/63 in Gent (Belgien) wurde versucht, das aus Frankreich eingeführte Bartkaninchen unter dem Namen „Gentse Baarden“ („Genter Bartkaninchen“) als neue Rasse vorzustellen, es wurde aber nicht als Rasse anerkannt.
Anfang der 1990er Jahre kamen die ersten Tiere nach Deutschland. Heute wird das mittlerweile „Belgisches Bartkaninchen“ genannte Tier von etwa 120 Züchtern in Belgien, Deutschland, Luxemburg, Österreich und der Schweiz gezüchtet. Die Rasse wurde 2005 vom Bund Deutscher Kaninchenzüchter e. V. (BDK) anerkannt. Sie darf auf sämtlichen Schauen des BDK gezeigt werden, seit 2008 mit Punktbewertung. Günter Rauscher aus Wang (Niederösterreich) brachte das Bartkaninchen Anfang 2003 nach Österreich und züchtete es dort weiter. In Österreich ist diese Rasse unter dem Namen „Bartkaninchen“ seit der Ausstellungsaison 2009 anerkannt. Seit Juni 2011 ist das Bartkaninchen unter dem Namen „Genter Bartkaninchen“ für die Neuzucht im Zentralverband Deutscher Rasse-Kaninchenzüchter (ZDRK) zugelassen und wird auf den Bundesausstellungen ab Herbst 2011 gezeigt. Das Genter Bartkaninchen wurde als Rasse ab Oktober 2016 im ZDRK anerkannt.
In Belgien, wo die Bezeichnung weiterhin „Gentse Baarden“ („Genter Bartkaninchen“) lautet, sind die Bartkaninchen seit 2007 anerkannt. Der Luxemburger Kleintierzuchtverband U.S.A.L. führt die Genter Bartkaninchen ebenfalls in seiner Rasseliste. Ein Standard des Europäischen Verbandes für Geflügel-, Tauben-, Vogel-, Kaninchen- und Caviazucht (Entente Europeenne D’Aviculture et de Cuniculture) liegt seit 2007 als Vorschlag (Arbeits- oder Projektstandard) vor und wird derzeit überarbeitet.

## Ähnliche Rassen
Die Löwenkopfkaninchen, eine Zwergkaninchenrasse, zeigen eine ähnliche Fellstruktur.